# Operação Camanducaia

Localização da cidade de Camanducaia (MG).

Operação Camanducaia foi um episódio ocorrido em 19 de outubro de 1974, quando 97 menores de idade, supostamente infratores, foram transportados por policiais da sede do Departamento Estadual de Investigações Criminais de São Paulo (DEIC), às margens da Rodovia Fernão Dias, nas proximidades de Camanducaia (MG), onde acabaram jogados de uma ribanceira, após uma sessão de espancamento. O caso foi denunciado pela imprensa e chocou a opinião pública brasileira, tornando-se um dos maiores escândalos de violação de direitos humanos do país.

## A Operação
Na noite de 19 de outubro de 1974, policiais civis selecionaram quase cem menores do sexo masculino, detidos em celas no 3º andar da sede do Departamento Estadual de Investigações Criminais de São Paulo (DEIC). Os menores foram embarcados em 2 ônibus estacionados no pátio do departamento. Um grupo de policiais fortemente armados se dividiu entre os ônibus, um Chevrolet Opala verde e uma caminhonete C-14 amarela, vigiando os menores, numa viagem pela rodovia Fernão Dias.
Na região de Camanducaia, a caravana de veículos estacionou no acostamento do quilômetro 170 da rodovia, próximo a uma ribanceira. Por ordens dos policiais, os menores entregaram seus documentos (que seriam posteriormente rasgados) e se despiram. Nus, foram obrigados a desembarcar dos ônibus mediante golpes de porretes e ataques de cães policiais. Ali, foram espancados por algum tempo. Após espancamentos, o grupo de policiais dispararia suas armas ao alto, além de ameaçar alvejá-los. Com medo, alguns menores fugiram do local enquanto outros se jogaram de uma ribanceira. Pouco tempo depois, os veículos deixavam rapidamente o local, rumo à São Paulo.
Nus, feridos, e sofrendo com o frio, os menores vagaram por estradas da região, até alcançarem o perímetro urbano da cidade de Camanducaia, onde causaram, inicialmente, pânico entre os moradores. Em pouco tempo, o telefone da delegacia local estava congestionado por um grande número de ligações de moradores que relatavam a invasão de um grupo de jovens nus à cidade.
Em um posto de combustível, dezenas de menores causaram um princípio de pânico aos frequentadores do local. Nus, feridos e famintos, saquearam um ônibus de turismo, levando as cortinas das janelas para improvisar trajes. Dois menores roubaram um caminhão, porém acabaram presos quando circulavam em uma cidade da região. Ainda durante a madrugada, o delegado de Camanducaia comunicou o caso ao secretário de Segurança Pública de Minas Gerais. Cerca de 42 menores foram detidos nos arredores de Camanducaia pela polícia civil de Minas Gerais. Após receberem roupas e alimentos, coletados por prostitutas da cidade mineira, os menores foram postos em um ônibus a São Paulo. Ao chegarem à capital paulista, foram conduzidos pelo delegado de Camanducaia ao Juizado de Menores. Durante análise da documentação dos menores, o Juiz Artur de Oliveira Costa constatou que 10 a 15 menores não tinham cometido crimes anteriormente, sendo apenas abandonados nas ruas pelos pais.

## Investigações
Após repercussão na mídia, ocorreram três pedidos de apuração do caso, solicitados pelo juiz de menores Artur de Oliveira Costa, pelo corregedor geral dos presídios Ricardo Laércio Talli, e pelo secretário de segurança pública Erasmo Dias. Por ordem do secretário de segurança pública, o DEIC abriu uma sindicância do caso, sendo coordenada pelo delegado Rubens Liberatori. Paralelamente às investigações oficiais, a imprensa continuou apurando o caso. A sindicância aberta pelo DEIC apresentou o escrivão José Alípio como mentor da operação, tendo contado com a participação de quatro policiais membros da patrulha bancária: Valdemar Miguel, José Samuel Garcia, Roberto Silva Gonçalves e Otacílio Augusto. Segundo investigações, os menores eram transportados pela Rodovia Fernão Diais, quando o ônibus que os transportava teve um pneu furado, sendo obrigado a parar no acostamento. Neste momento, os menores teriam se aproveitado da distração dos policiais e empreendido fuga.
Essa versão acabou derrubada por conta de depoimentos conflitantes dados pelos policiais citados. Um investigador de plantão no DEIC, em 19 de novembro, prestou depoimento e informou que o delegado de serviço na noite da Operação, cujo nome não foi citado, havia dado autorização à transferência de 93 menores das celas do DEIC para dois ônibus estacionados no pátio do departamento. Junto aos ônibus, estavam estacionados como veículos de escolta, dois Opalas com placas frias (usados em investigações sigilosas) e duas peruas Veraneio da Patrulha Bancária. Segundo o investigador, todos os veículos estavam com guarnição completa, isto é, transportavam 4 homens cada (além do motorista). Em 21 de novembro ocorreu uma reviravolta no caso, quando o policial Otacílio Augusto revelou em depoimento ao juiz corregedor que a sindicância realizada pelo DEIC era uma farsa para satisfazer a opinião pública e a imprensa.
Em 13 de dezembro de 1974, o promotor de justiça João Marques da Silva ofereceu denuncia contra 14 delegados (incluindo Libertatori) e 7 policiais, acusados de abuso de autoridade, maus tratos e abandono de menores.

## Julgamento
O caso nunca foi a julgamento, por conta da suposta interferência das autoridades respaldadas pela ditadura militar. Em 7 de outubro de 1975, foi concedido, por unanimidade, pelas Câmaras Conjuntas Criminais do Tribunal de Justiça de São Paulo, um habeas corpus ao delegado Liberatori, além de ter sido determinado o arquivamento do caso. Essa decisão inocentou os 14 policiais envolvidos na Operação.

## Consequências
No auge do escândalo, o então novo governador Paulo Egydio Martins, criou a Fundação Paulista de Promoção Social do Menor (Pró-Menor), que posteriormente originaria a FEBEM.

## Na cultura popular
Após ter sua matéria sobre o caso censurada pela ditadura, o então jornalista José Louzeiro abandonou a carreira e lançou o livro "A Infância dos Mortos", baseado no caso, que geraria o filme Pixote, a Lei do Mais Fraco. 40 anos após o caso, um documentário sobre o mesmo encontra-se em fase de produção.